# Berke Saka
Berke Saka (Estambul, 9 de julio de 2003) es un nadador olímpico turco, especialista en estilo espalda y estilo combinado. Fue olímpico tras participar en los Juegos Olímpicos de Tokio 2020 en la prueba 200 metros.
Fue el abanderado de Turquía en los Juegos de Tokio 2020 junto a la también nadadora Merve Tuncel.
En 2021, durante el Campeonato Europeo Junior de natación celebrado en Roma (Italia) se proclamó campeón de Europa de 200 metros estilos, y subcampeón de 200 metros espalda.

## Palmarés internacional
| Campeonato Europeo Junior de Natación | Campeonato Europeo Junior de Natación | Campeonato Europeo Junior de Natación | Campeonato Europeo Junior de Natación |
| Año                                   | Lugar                                 | Medalla                               | Prueba                                |
| ------------------------------------- | ------------------------------------- | ------------------------------------- | ------------------------------------- |
| 2021                                  | Roma Italia)                          | Medalla de oro                        | 200 m estilos                         |
| 2021                                  | Roma ( Italia)                        | Medalla de plata                      | 200 m espalda                         |